# La morte scende leggera
La morte scende leggera è un film del 1972 diretto da Leopoldo Savona.

## Trama
Giorgio Darica, potente malavitoso, rincasando ritrova sua moglie barbaramente assassinata. Egli sospetta che l'omicidio della moglie sia una sorta di vendetta trasversale. Non riuscendo a comprendere chi possa essere il mandante si dà alla fuga con Liz, la sua amante, e si rifugia in un albergo fuori Roma. Qui l'uomo assiste a un carosello di omicidi senza senso che rischiano di portarlo alla follia. Alla fine Giorgio scopre che si tratta solo di una macabra messa in scena, organizzata al solo scopo di fargli confessare l'omicidio della moglie. L'assassino però è Liz che, prima di essere fermata, uccide di nuovo.